# Demetrio (noble albanés)
Demetrio (en albanés: Demitre) fue un conde albanés en los dominios catalanes de Tesalia a finales del siglo xiv, durante la Francocracia.
Mencionado como de Mitre y lo comte Mitra (una corrupción de Dimitri/Demetrio)en fuentes contemporáneas, era un jefe albanés establecido en el sudeste de Tesalia (los albaneses habían emigrado a esta región hacia 1320). Podía reunir a 1.500 caballeros y tenía derecho a llevar la bandera real de Aragón como vasallo nacido de Pedro IV. Entre los dieciocho vasallos catalanes de la zona en 1380-1381 ocupaba el segundo lugar por debajo del conde de Salona y por encima del marqués de Bodonitsa. En un documento de abril de 1381, figura entre aquellos agradecidos por Pedro IV por sus servicios contra la compañía Navarra en 1379.